# Kvanløse Sogn
Kvanløse Sogn 
ist eine Kirchspielsgemeinde (dän.: Sogn)
auf der Insel Sjælland im südlichen Dänemark.
Bis 1970 gehörte sie zur Harde Merløse Herred im damaligen Holbæk Amt, danach zur Jernløse Kommune im Vestsjællands Amt, die im Zuge der  Kommunalreform zum 1. Januar 2007 in der Holbæk Kommune in der Region Sjælland aufgegangen ist.
Im Kirchspiel leben 561 Einwohner, davon 265 im Kirchdorf (Stand: 1. Januar 2023).
Im Kirchspiel liegt die Kirche „Kvanløse Kirke“.
Nachbargemeinden sind im Norden Søstrup Sogn, im Osten Sønder Asmindrup Sogn und Tølløse Sogn, im Süden Ugerløse Sogn, im Südwesten Undløse-Søndersted Sogn, im Westen Sønder Jernløse Sogn und im Nordwesten Nørre Jernløse Sogn.